# 马克·罗盖
马克·罗盖（法語：Marc Roguet，1933年3月29日—），法国男子马术运动员。他曾代表法国参加1976年夏季奥林匹克运动会马术比赛，获得团体场地障碍赛金牌和个人场地障碍赛第41名。